# Bjerreby Sogn
Bjerreby Sogn er et sogn i Svendborg Provsti (Fyens Stift).
I 1800-tallet var Bjerreby Sogn et selvstændigt pastorat. Det hørte til Sunds Herred i Svendborg Amt. Bjerreby sognekommune gik inden kommunalreformen i 1970 ind i Tåsinge Kommune, som ved selve reformen blev indlemmet i Svendborg Kommune.
I Bjerreby Sogn ligger Sankt Mortens Kirke.
I sognet findes følgende autoriserede stednavne:
- Bjerreby (bebyggelse, ejerlav)
- Færgeodde (areal)
- Gesinge (bebyggelse, ejerlav)
- Hellev (bebyggelse, ejerlav)
- Langodde (areal)
- Lunkeris (areal, bebyggelse)
- Monnet (areal)
- Ny Bjerreby (bebyggelse)
- Ny Gesinge (bebyggelse)
- Ny Søby (bebyggelse)
- Ny Vemmenæs (bebyggelse)
- Rallen (areal)
- Skovballe (bebyggelse, ejerlav)
- Stabolt (bebyggelse)
- Stenodde (areal, bebyggelse)
- Stjovl (bebyggelse, ejerlav)
- Stjovl Knude (areal)
- Søby (bebyggelse, ejerlav)
- Tvedeskov (areal, bebyggelse)
- Vejlen (bebyggelse)
- Vemmenæs (bebyggelse, ejerlav)
- Vårø (bebyggelse, ejerlav)
- Vårø Knude (areal)